# J. Aiffvé
J. Aiffvé, de son véritable nom Jean-François Vuillermoz, né le 18 avril 1946 à Lyon France, est un scénariste français spécialisé dans les bandes dessinées d'aviation, principalement connu pour la série La Stratégie des sentinelles.

## Biographie
J. Aiffvé était mécanicien sur les Mirages de l’armée de l’air, puis il est devenu directeur de publicité dans une agence lyonnaise pendant une vingtaine d'années. Il apprécie la bande dessinée classique de l'école belge. Lors d'un festival de la Bulle d'or de Brignais, il rencontre par hasard Gilles Laplagne. Leur première collaboration aboutit, en 2001, à La Prophétie, premier tome de la série La Stratégie des sentinelles, qui connaît ensuite d'autres tomes ; le quatrième met en scène le désert du Sahara, lieu qui fascine le scénariste.

## Œuvre

### Albums
- Aviation sans frontières - La Voie des airs pour secourir la terre, dessins collectifs, éditions Idées+, collection Plein Vol, 2011  (ISBN 978-2-916795-44-7)

- Le Crépuscule des guerriers, dessins d'Yves Plateau, éditions Idées+, collection Plein Vol, 2011  (ISBN 978-2-916795-43-0)

- Pompiers du ciel, scénario de J. Aiffvé, Franck Coste et Éric Stoffel, dessins de René Mazyn, Frédéric Allali et Yves Plateau, éditions Idées+, collection Plein Vol

1. Pélicans dans les flammes, 2012  (ISBN 978-2-916795-42-3)

- La Stratégie des sentinelles, dessins de Gilles Laplagne, Zéphyr Éditions

1. La Prophétie, 2001  (ISBN 2-9510485-7-2)
2. Le Message, 2002  (ISBN 2-914203-41-1)
3. L'impossible Secret, 2003  (ISBN 2-9520681-2-7)
4. Le Testament, 2004  (ISBN 2-9520681-3-5)
5. Objectif Tassili, 2005  (ISBN 2-9520681-4-3)